# Paso Flamenco (Vlak)
Paso Flamenco is een compositie voor harmonieorkest of fanfareorkest van de Nederlandse componist Kees Vlak. Het is een op Spanje geïnspireerde suite. Het werk bestaat uit drie delen: Paso-doble, Bolero en Flamenco.